# Pseudoyoungia
Pseudoyoungia es un género de plantas con flores perteneciente a la familia Asteraceae. Es originario de Asia.

## Especies
1. Pseudoyoungia angustifolia (Tzvelev) D.Maity & Maiti in Compositae Newslett. 48: 32. 2010
2. Pseudoyoungia conjunctiva (Babc. & Stebbins) D. Maity & Maiti in Compositae Newslett. 48: 30. 2010
3. Pseudoyoungia cristata (C.Shih & C.Q.Cai) D. Maity & Maiti in Compositae Newslett. 48: 32. 2010
4. Pseudoyoungia gracilipes (Hook.f.) D. Maity & Maiti in Compositae Newslett. 48: 31. 2010
5. Pseudoyoungia parva (Babc. & Stebbins) D. Maity & Maiti in Compositae Newslett. 48: 30. 2010
6. Pseudoyoungia sericea (C. Shih) D. Maity & Maiti in Compositae Newslett. 48: 32. 2010
7. Pseudoyoungia simulatrix (Babc.) D. Maity & Maiti in Compositae Newslett. 48: 31. 2010
8. Pseudoyoungia tianshanica (C. Shih) D. Maity & Maiti in Compositae Newslett. 48: 33. 2010